# 源顕雅
源 顕雅（みなもと の あきまさ、旧字体：源 顯雅󠄂）は、平安時代後期の公卿。村上源氏、右大臣・源顕房の六男。官位は正二位・権大納言。楊梅大納言と号す。

## 経歴
応徳2年（1085年）に侍従に任じられ、応徳4年（1087年）従五位上に叙される。寛治元年（1087年）正五位下・左近衛少将に叙任され、近江権守を兼ねた。寛治2年（1088年）五位蔵人に補され、従四位下に陞叙。右少将を経て、寛治3年（1089年）に従四位上、寛治5年（1091年）に正四位下に進み、備中権介を兼任した。
美作介、右近衛中将を歴任し、康和4年（1102年）蔵人頭、続いて参議に任ぜられ公卿に列す。同年中に院別当に補される。さらに従三位に叙され、康和5年（1103年）播磨権守、嘉承3年（1108年）に備中権守、天永4年（1113年）に播磨権守と地方官を兼帯。この間に正三位に進む。その後、大宮権大夫を経て、備中権守・備後権守と再度地方官に転じた。
保安3年（1122年）権中納言に任ぜられ、同年中納言に進む。大治5年（1130年）には石清水八幡宮に派遣され奉幣を行う。長承元年12月（1133年2月）には権大納言に昇る。長承2年（1133年）には約20年振りに叙位を受け、従二位に昇る。さらに長承4年（1135年）正二位に叙された。
保延2年（1136年）病により出家。9日後に薨去。享年63。なお、『公卿補任』に『尊卑分脈』では没日は14日としているが、『中右記』によると出家と同日の10月4日に薨去した、と記されてある。詩、管弦の才はなかったという。

## 官歴
- 応徳2年（1085年）11月20日：侍従に任ず。
- 応徳4年（1087年）正月5日：従五位上に叙す。
- 寛治元年（1087年）10月：近江権守を兼ぬ。11月18日：正五位下に叙す（大嘗會。近江権守）。12月13日（1088年1月9日）：左近衛少将に任ず（元侍従兼近江権守）。
- 寛治2年（1088年）2月17日：五位蔵人に補す。6月5日：従四位下に叙す（少将如元。無品令子内親王去応徳2年未給。臨時除目次）。12月（1089年1月）：右近衛少将に転ず（元左少将）。
- 寛治3年（1089年）正月11日：従四位上に叙す（天皇行幸一院無品内親王別當賞）。
- 寛治5年（1091年）正月13日：正四位下に叙す。正月28日：備中権介を兼ぬ（少将労）。
- 嘉保元年（1094年）9月5日：父顕房薨ず。
- 嘉保3年（1096年）正月24日：美作介を兼ぬ（少将労）。
- 康和元年12月14日（1100年1月26日）：右近衛中将に任ず。
- 康和4年（1102年）正月23日：蔵人頭に補す。6月：参議に任ず（右中将如元）。7月20日：昇殿を聴し院別当に補す。[1]。7月21日：従三位に叙す（尊勝寺供養賞。院別当）。
- 康和5年（1103年）2月20日：播磨権守を兼ぬ。
- 嘉承3年（1108年）正月13日：備中権守を兼ぬ。
- 天永3年（1112年）：正三位に叙すか。
- 天永4年（1113年）正月28日：播磨権守を兼ぬ。
- 永久3年（1115年）正月29日：大宮権大夫を兼ぬ。
- 永久6年（1118年）正月11日：備中権守を兼ぬ。正月18日：備後権守を兼ぬ。
- 元永2年（1119年）10月16日：娘死去[2]。
- 保安元年（1120年）12月：大宮権大夫を止む。
- 保安3年（1122年）正月23日：権中納言に任ず。12月17日（1123年1月16日）：中納言に転ず。
- 大治5年（1130年）8月6日：石清水八幡宮に奉幣する[3]
- 長承元年12月25日（1133年2月1日）：権大納言に任ず。
- 長承2年（1133年）正月5日：従二位に叙す（行幸石清水賀茂行事賞）。
- 長承4年（1135年）正月5日：正二位に叙す（去大治五年行幸日吉社行事賞）。
- 保延2年（1136年）10月4日：病に依りて出家。10月13日：薨ず。享年63。

## 系譜
- 父：源顕房
- 母：源顕雅母 - 信濃守藤原伊綱の娘
- 妻：藤原為隆の娘
  - 男子：源雅長
- 妻：章尋の娘
  - 男子：弁雅（1135-1201）
- 妻：藤原顕季の娘
- 生母不明の子女
  - 男子：源信雅
  - 男子：雅寛
  - 男子：相顕
  - 男子：顕智
  - 男子：景雅
  - 女子：難波頼経正室
  - 女子：（?-1119）